# Марк Аврелій Котта Максим Мессалін
Марк Авре́лій Ко́тта Макси́м Мессалі́н (лат. Marcus Aurelius Cotta Maximus Messalinus; 14 до н. е. — після 36 року н. е.) — політичний діяч ранньої Римської імперії, консул 20 року.

## Життєпис
Походив з патриціанського роду Валеріїв. Син Марка Валерія Корвіна Мессали, консула 31 року до н. е., та Аврелії. Був усиновлений дядьком Марком Аврелієм Коттою. Когномен «Мессалін» успадкував від свого брата.
Протягом усього життя Марк Аврелій демонстрував незмінну лояльність династії і нещадно переслідував осіб, неугодних імператору. У 12 році Мессалін став квестором Тиберія, з яким знаходився в армії на Рейні.
У 16 році після засудження Лібона Друза за підготовку державного заколоту запропонував заборонити виставляти його зображення на похороні . При обговоренні справи виступав разом з консулярами. У 17 році отримав претуру у справах іноземців.
У 20 році його обрали консулом разом з Марком Валерієм Мессалою Мессаліном Барбатом. Під час своєї каденції взяв участь у похоронній процесії Германіка. При розгляді справи Гнея Кальпурнія Пізона, звинуваченого в образі величі римського народу та вбивстві Германіка, запропонував видалити з фастів ім'я Пізона, конфіскувати частину його майна, зобов'язати його старшого сина змінити власне ім'я, молодшого сина позбавити сенаторської гідності й вислати з Риму на 10 років. Частина цих пропозицій була пом'якшена Тіберієм.
У 23 році в зв'язку зі справою Созії Галли Марк Аврелій Котта запропонував видати закон, який карав би магістратів за злочини, вчинені в провінції їх дружинами, незалежно від ступеня їх особистої вини. У 29 році він вимагав суворо покарати Агріппіну та її старшого сина Нерона, яким Тіберій висунув низку звинувачень.
Внаслідок своєї пристрасті до каральних заходів й суворих вироків Котта набув поганої репутації та одержав безліч ворогів. У 32 році після падіння Сеяна Марк Аврелій сам був звинувачений Цециліаном в образі членів імператорської сім'ї, але Мессалін звернувся за допомогою безпосередньо до Тіберія. Той заступився і врятував його від переслідування. У 35—36 роках Котта обіймав посаду проконсула провінції Азія.

## Характер
Володів хорошими ораторськими здібностями, писав вірші та надавав заступництво поетам. Зокрема, був у приятельських стосунках з Овідієм. Коли прийшла звістка про заслання останнього, Котта разом з ним знаходився на Ельбі та надав йому допомогу та матеріальну підтримку. Перебуваючи на засланні, Овідій адресував Котті 9 віршованих послань з Понту з проханнями сприяти його поверненню з вигнання, проте той, не зміг або не побажав нічого для нього зробити.
Через марнотратний спосіб життя впав у бідність. Про подальшу долю його відомостей не збереглося.

## Родина
- Марк Аврелій Котта
- Аврелія, весталка